# Новостепанівка (Самарівський район)
Новостепа́нівка — село в Україні, у Губиниській селищній громаді Самарівського району Дніпропетровської області. Населення  становить до 300 осіб.

## Географія
Село Новостепанівка знаходиться за 8 км північніше правого берега річки Самара, на відстані 1,5 км від села Веселе. Поруч проходить автомобільна дорога Т 0422. На північно-західній околиці села бере початок балка Новопетрівська.

## Історія
Кінець 18 століття. На території майбутнього села розташований невеличкий козацький зимівник. Ймовірно, власником був козак Їсько, який дав назву урочищу Їськове.
·        1837 рік. Перша згадка про село Новопетрівка (Петрівка, Новомихайлівка). Засноване Родзянко Петро Петровичем, перші жителі були з села Михайлівка на Самарі (сучасна Івано-Михайлівка).
·        1852 рік маєток і землі Петра Петровича Родзянка, разом с селянами Новопетрівки були виставлені на продаж за 75 тисяч рублів. Частину маєтка купив Степан Мандрикін і свою частину села він назвав Новостепанівкою. Друга частина села продовжувала називатись Новопетрівкою і була у власності княгині Євдокії Петрівни Хілкової (єдиної доньки П.П.Родзянко).
·        1853 рік. Новопетрівка вперше з`являється на картах. В селі налічується 74 двори та 3 вулиці.
·        1859 рік. В книзі «Список населённых мест Екатеринославской губернии» по праву сторону від Харківського тракта з м. Новомоськовск, на 28 версті значиться поміщицьке сільце Новопетрівка, де налічується 50 дворів та 504 жителя (248 чоловіків і 256 жінок).
·        1861 рік. Після земельної реформи частина поміщицьких земель була віддана на відкуп селянам. На 216 чоловічих душ населення було виделено по 2 десятини (прим.: 2,18 гектара) пахотної землі. Крім того громада отримала толоку для випасу скотини.
·        1865-70 роки. Населення Новопетрівки зростає і її позначають на багатьох картах Новомосковського повіту. 
·        1877 рік. В книзі «Волости и важнейшие селения Российской империи» згідно статистичним даним поземельного перепису , до складу Попасновської волості входить колишнє панське сільце Новопетрівка біля балки Ісакової (прим.: Їськової). Кількість дворів складала 120, а жителів 672 чоловіки.
·        1880 рік. Для боротьби з епідемією дифтериту в село приїхала медсестра Резовська. Після проведених з 27 квітня по 4 травня досліджень, вона зробила висновок, що розвитку епідемії сприяють болотяні випаровування ставка Курячого. З того часу селяни почали переносити свої оселі з низовини на гору. В ті ж роки селяни почали активно видобувати гіпс (місцеві називали його алебастр).
·        1883 рік. Селянам Новопетрівки було відмовлено в продовжені оренди землі, яку вони наймали в сусідній економії Євецьких, тому осінню жителі села приєднались до місцевого повстання. Основна вимога була направлена до поміщиків Ілляшенко та Родзянко з вимогою надати їм на викуп додаткову землю. В результаті повстання селяни отримали додаткову земля, а для її придбання сільська громада отримала ПЕРШИЙ (!) в Катеринославській області банківський кредит. 
·        1897 рік. В книзі «Населённые места Российской империи в 500 и более жителей», за даними першого загального перепису населення, значиться сільце Новостепанівка-Новопетрівка (Типахівка). В якому налічувалось 1052 жителя, 539 чоловіків та 513 жінок. Серед жителів було 4 людини не православної віри. В цьому ж році громада, за фінансової допомоги поміщика Степана Андрійовича Ілляшенка, вирішила  побудувати дерев`яну однопрестольну церкву в ім`я Преображення Господня.
·        1898 рік. В лютому церква була освячена. Селяни прийняли активну участь в її оздобленні, за що отримали подяку і благословіння від керівництва Катеринославської єпархії. Першим священиком (до 1910 року) був назначений Василь Олексійович Кулик, а старостою обрали Василя Даниловича Великодного.  Завдяки поміщику землевласнику Степану Ілляшенку, за селом остаточно закріпилась назва Новостепанівка.
·        1902 рік. В селі налічувалось 144 двори та проживало 1029 людей. І селяни підняли питання про відкриття церковно-приходської школи грамоти, яка з`явилась тільки через кілька років. Вона розміщувалась в побудованій біля церкви сторожці. Відомо що вона проіснувала до початку 1970-х років і використовувалась як їдальня для початкових класів.
·        1908 рік. В «Справочной книге Екатеринославской епархии» вказано, що в селі Новостепанівка нараховувалось 154 двори і мешкало 1196 жителей.
·        1911 рік. В книзі «Список населённых мест Новомосковского уезда» в складі Попаснівської волості існує село Новостепанівка, де налічується 217 дворів та 1339 жителей..
·        1913 рік. В «Справочной книге Екатеринославской епархии» значиться, що в складі Багато-Попаснівської волості є село Новостепанівка, приход місцевої церкви складає 2179 осіб (крім жителів Новостепанівки до церкви ходили й люди з найближчіх хуторів). Поблизу церкви побудовано дім священика. В селі є занедбані хати, а місцевість села суха та висока.
·        1921 рік. В селі налічувалось 305 дворів, де мешкало 2450 мешканців (скоріш за все це статистика разом з жителями села Радсело). Колишні панські землі були розділені між селянами, на кожного жителя виділили по 1,5 гектара.
·        1924 рік. В Новостепанівці працювала зразкова початкова школа, де навчалось 115 учнів. Була відкрита перша хата-читальня, для неї був реквізований один з будинків який належав священику Вєтухову. В березні цього ж році в селі відкрилась перша крамниця, а трошки згодом у неї з`явився конкурент , відкрилась ще одна приватна крамниця. В селі організувалась сільрада, комітет незаможних селян, комітет сільської молоді. Село стало одним з найкращих в районі.  
·        1925 рік. В книзі «Описание населённых пунктов Екатеринославской губернии» повідомляеться, що Новостепанівка входила до складу новоствореного Перещепинського району. Після громадянської війни і голода в селі залишилось 273 двори і 1560 жителів. Було 207 колодязів, працювало 3 вітряка і була організована перша протипожежна безпека, яка складалась з купленого інвентаря: одної бочки и двох насосів.
·        1929-30 роки. Активний процес примусової колективізації. До початку війни в артілі (колгоспі) «Вперед» встигли побудувати зерносховище, сілосну башту, два свинарника, скотний двір, вівчарню та один магазин. Село було електрифіковано і радіофіковано. Електричний струм видавав перший дизель-генератор. На верху села (на території сучасного току) був відкритий великий стадіон, на якому проводились спортивні змагання, в тому числі районні чемпіонати. В хаті-читальні було встановлено першу кіно-установку.
·        29 вересня 1941 — 20 вересня 1943. Період окупації села.

## Населення

### Мова
Розподіл населення за рідною мовою за даними перепису 2001 року:
| Мова            | Кількість | Відсоток |
| --------------- | --------- | -------- |
| українська      | 476       | 94.44%   |
| російська       | 26        | 5.16%    |
| інші/не вказали | 2         | 0.40%    |
| Усього          | 504       | 100%     |

## Економіка
- «Вперед», аграрне підприємство.

## Об'єкти соціальної сфери
- Школа.
- Будинок культури.
- Фельдшерсько-акушерський пункт.

## Пам'ятки
1) Поблизу села знаходиться ентомологічний заказник місцевого значення Новостепанівський.
2) 200-т річна Новостепанівська липа.